# Хагеруп, Ингер
Ингер Хагеруп (норв. Inger Hagerup; 14 апреля 1905, Берген — 6 февраля 1985, Фредрикстад) — норвежская поэтесса, писательница, драматург.

## Биография
Ингер Хагеруп родилась в Бергене, в Норвегии. Её отец умер, когда ей было пять лет. Некоторое время спустя семья переселилась в Нордфьорд, а позже — в Волду.
В 1931 году будущая поэтесса вышла замуж за учителя, переводчика и детского писателя Андерса Аскеволда Хагерупа (1904—1979). Они поселились в Хаугеруде близ Осло. Их дети (Клаус и Хельге) стали впоследствии выдающимися норвежскими писателями. Первый сборник стихов поэтессы «Я заблудилась в лесу» вышел в 1939 году. В годы немецко-фашистской оккупации Норвегии Хагеруп, как и её муж, принимала участие в движении сопротивления. В это время её патриотические стихи распространялись нелегально. В 1943 году она эмигрировала в Швецию, в Стокгольм. Многие годы она вместе с мужем прожила во Фредрикстаде. В 1949 году поэтесса посетила СССР.
Наряду с поэзией, Хагеруп писала рассказы, статьи, очерки. Много переводила, в том числе перевела на норвежский язык роман
У. Голдинга «Повелитель мух». Несколько сборников стихов были посвящены детям. В 1961 году за сборник стихов «Маленькая Персиль» получила Премию Министерства культуры Норвегии «За детскую и юношескую литературу».
На русский язык поэзию Ингер Хагеруп переводили А. Ахматова, Н. Грибачев, Е. Долматовский, М. Петровых, А. Ойслендер, Д. Самойлов, Б. Слуцкий, М. Шехтер, Ю. Вронский и др.

## Сочинения

### Поэтические сборники
- Седьмая ночь 1947
- Ты хотел, чтобы я была такой 1950
- Как странно 1950
- Мой корабль плывет дальше 1951
- Так славно 1959
- Маленькая Персиль 1961
- Из кратера сердца.1964

### В русском переводе
- Хагеруп Ингер. Стихотворения. М., 1956. - 71 с.
- Встреча с прошлым. В кн.: Рассказы скандинавских писателей. М., 1957.
- Стихи. В сб.: Из норвежской поэзии. М., 1967.
- Пушкинский юбилей В сб.: Положа руку на сердце. М., 1967.